# هانا کلوز
هانا کلوز (به انگلیسی: Hannah Clowes) ژیمناست زادهٔ ۲۴ فوریهٔ ۱۹۹۱ میلادی اهل کشور بریتانیا است.